# مارلون هیروود
مارلون هیروود (انگلیسی: Marlon Harewood؛ زادهٔ ۲۵ اوت ۱۹۷۹) یک بازیکن فوتبال اهل انگلستان است.
از باشگاه‌هایی که در آن بازی کرده‌است می‌توان به ایپسویچ تاون، وستهام یونایتد، بارنزلی، ناتینگهام فارست، بلکپول، ولورهمپتون واندرز، نیوکاسل یونایتد، استون ویلا، باشگاه فوتبال گوانگ‌ژو آر و اف، باشگاه فوتبال بریستول سیتی، باشگاه فوتبال هارتل پول یونایتد و باشگاه فوتبال نانیتون تاون اشاره کرد.